# Compañía fotográfica Napoleón

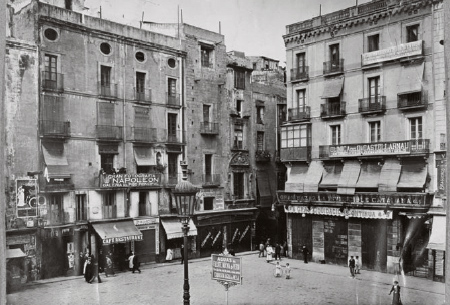
Estudio en la plaza del Ángel, derribado en 1909.

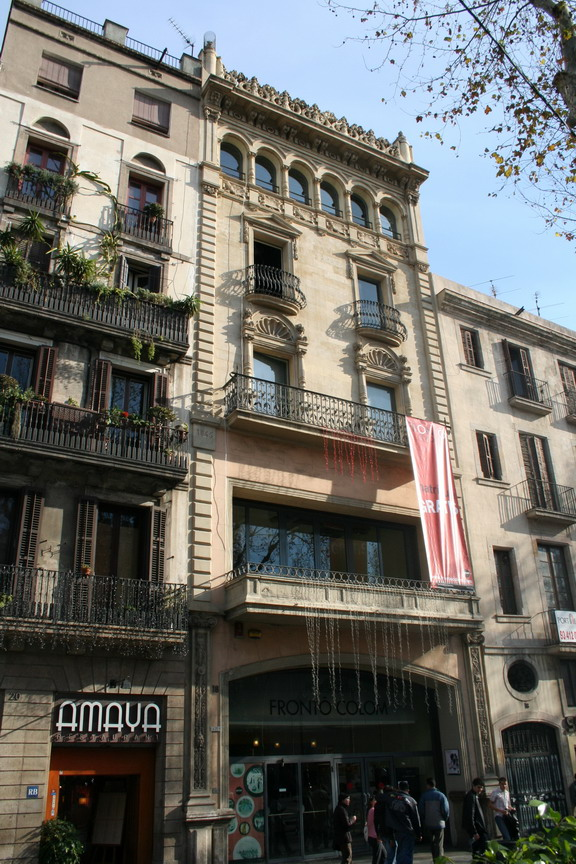
Edificio remodelado para los Napoleón en la Rambla (frontón Colom).

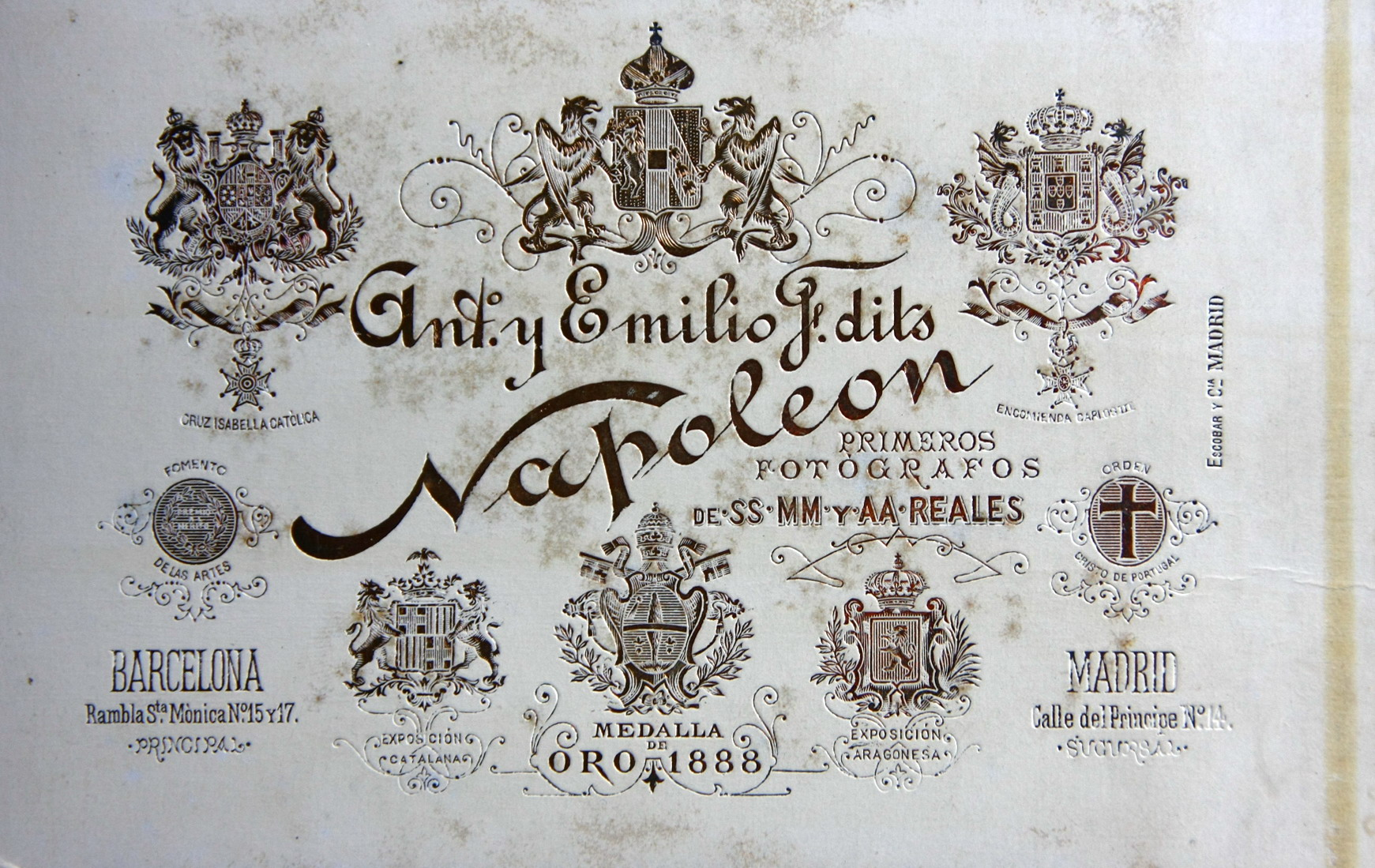
Reverso de una fotografía.

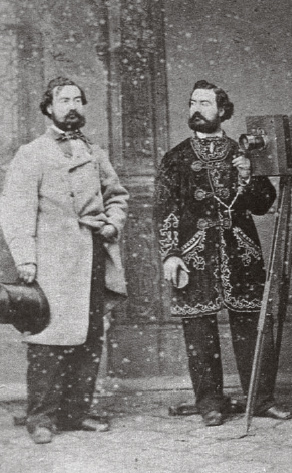
Autorretrato doble de Antonio Fernández.

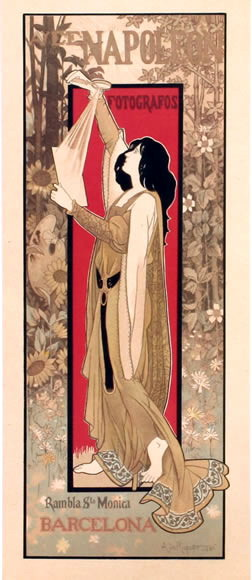
Cartel hecho en 1895 por Alexandre de Riquer para el negocio Napoleón.

La compañía fotográfica Napoleón fue una saga de fotógrafos profesionales que comenzaron su trabajo en 1851 en Barcelona y lo continuaron hasta su cierre definitivo en 1968. Iniciado por Antonio Fernández y Anaïs Napoleón, pionera de la fotografía en España, consistió en una empresa familiar con estudios fotográficos en Barcelona y Madrid.

## Comienzos de la empresa fotográfica
Anne Tiffon Cassan se casó el 24 de diciembre de 1850 con Antonio Fernández Soriano, este fue el comienzo de una de las empresas fotográficas españolas más duraderas y conocidas. Anaïs Tiffon, más conocida como Anaïs Napoleón nació el 18 de marzo de 1831 en Narbona, sus padres Napoleón Tiffon y Marie Casan se trasladaron a Barcelona en 1846. Antonio nació en Casas-Ibáñez en Albacete el 24 de abril de 1827, estudió fotografía en Francia y estaba trabajando en Barcelona como músico en el regimiento de infantería de la Constitución número 29 cuando conoció a Anaïs.
Instalaron en un pequeño local de fotografía en un segundo piso de la rambla frente a la iglesia de Santa Mónica con el nombre de Fernando y Anaïs ya que Anaïs siempre llamó a su marido Fernando porque no le gustaba el nombre de Fernández. Se tiene constancia de su actividad a partir de un anuncio publicado el 31 de julio de 1853 en el Correo de Barcelona. En 1900 hicieron una renovación del edificio de la rambla de Santa Mónica construyendo un nuevo estudio. Aunque también realizaban trabajos fotográficos a domicilio existiendo constancia de que se desplazaban para hacer fotografía post mortem.
Anaïs fue una de las primeras mujeres que hicieron daguerrotipos en España, aunque también era especialista en hacer tarjetas de visita que incluían fotografías. Siempre estuvo muy interesada por conocer los avances fotográficos y en aplicarlos, no es extraño que cinco días después de la presentación pública del cinematógrafo de los hermanos Lumière en Cataluña los Napoleón adquirieran el mismo y en 1896 obtuviesen la representación de la casa Lumière en Barcelona. Ante el éxito de su sala cinematográfica en la Rambla, abrió otra sala en el Paralelo en 1901, el negocio del cine lo abandonaron en 1908 ante la creciente competencia.

## Una empresa familiar
Anaïs y Antonio tuvieron al menos siete hijos de los que Emilio, Napoleón Francisco y Napoleón Fernando, nacidos en 1851, 1855 y 1856, se hicieron fotógrafos y continuaron con el negocio familiar. 
La empresa en 1865 adoptaba el nombre de  M. Fernando y Anaïs Napoleón, aunque en diversos momentos se llamó Fernando, Fernando Napoleón fotógrafo o Casa Mr. Napoleón, pero cuando en 1867 Emilio adquirió responsabilidad en el negocio se llamó A. y E. dits Napoleón. En 1868 obtienen su primera medalla en la Exposición Aragonesa y cuya reproducción comienzan a colocar en el reverso de sus fotografías, práctica que continuaran conforme vayan obteniendo premios.
Trabajaron para la Casa Real, haciendo retratos a miembros de diversas familias reales y obtuvieron condecoraciones en España, Francia y Portugal. 
En 1872 Antonio fue nombrado comendador de la Orden de Carlos III y después llegaría a ser caballero de la Orden de Isabel la Católica, caballero de la Legión de Honor francesa y de la Orden de Cristo en Portugal; el 1 de marzo de 1875 fue nombrado Fotógrafo de cámara por el rey Alfonso XII a petición de la esposa de Martínez Campos, lo que le permitía el uso del escudo de armas en el reverso de sus tarjetas y fotografías. Su especialización en el retrato y de modo particular en el retrato de militares, así como su fama en el retoque fotográfico, influyó en la prosperidad del negocio.
La importancia social de los Napoleón también se evidenció por sus relaciones con artistas  de la época como Ramón Casas que hizo dos retratos a Antonio Fernández: un óleo pintado en 1895 y un carbón sin fechar que se encuentra al MNAC. También Alexandre de Riquer trabajó en diversas ocasiones para los Napoleón y uno de sus carteles fechado en 1895 está considerado como la obra que marca el giro hacia el Modernismo del cartelista. También habían trabajado para ellos los arquitectos Francisco Rogent y Pedrosa y Puig i Cadafalch al hacer la reforma del estudio de las Ramblas en el año 1900.
En 1879 dispusieron de otro estudio en la calle del Príncipe de Madrid, regentado por Napoleón Francisco, a la muerte de éste en 1898 se encargó del mismo su esposa María hasta que fue traspasado en 1905. En 1896 se creó una sucursal en Barcelona en la antigua plaza del Ángel, regentado por Napoleón Fernando y que estuvo funcionando hasta 1907 en que fue derribado en la ampliación de la vía Layetana. En la siguiente generación Napoleón Santiago que era nieto de los fundadores y se llamaba Santiago Feliú Fernández atendió el negocio en Barcelona, mientras Emilio García Quevedo lo hizo en Palma de Mallorca desde 1907. 
Anaïs murió el 22 de julio de 1912 y Antonio el 3 de febrero de 1916. Ambos fueron enterrados en el panteón familiar del cementerio de Montjuic. Napoleón Francisco falleció el 12 de diciembre de 1898 y Emilio Fernández Tiffon el 24 de septiembre de 1933, en Barcelona.